# Башкирская поэзия
Башкирская поэзия — совокупность стихотворных произведений башкирского народа.

## История

Памятник Салавату Юлаеву в Уфе

«Звенящее золотом слово
Не ради почета пою, —
Пою для народа родного
В родном златоцветном краю.
Не золота ради сверкает
Серебряным словом перо,
Пусть песня в народ проникает:
Ведь сердце его — серебро.»
Башкирская поэзия зародилась и развивалась в рамках восточной поэзии. Истоками башкирской поэзии были памятники орхоно-енисейской письменности 8 века: «Кутадгу Билик» Юсуфа Баласагуни, «Дивану лугат ат-тюрк» Махмуда Кашгари, поэмы и дастаны Кул Гали, Кутби,Хорезми, Сайфа Сараи, Хусема Катиба, созданные в 13-14 веках. Философская система взглядов на жизнь, на окружающий мир в целом, отразилась в башкирских эпических поэмах «Урал-батыр», «Акбузат», «Акхак-кола». Поэты-философы Т.Ялсыгул, А.Каргалы, X.Салихов, Ш.Заки, Г.Сокрый были крупными представителями башкирского суфизма. В башкирских народных песнях также отразилась склонность башкир к философским взглядам.
Особенностью башкирской поэзии является её связь с традициями фольклора. Большой вклад в устной башкирской поэзии 17-18 веков оставили сэсэны Кубагуш, Карас, Баик, Буранбай, Ишмухамет. Творчество сэсэнов относится к особой школы поэтического мастерства, способствовавшей воспитанию личности, борющейся со злом и защищающей своё отечество.
Как поэт-импровизатор был известен в Башкортостане Салават Юлаев. Идеалом башкирского народа в то время был воин-певец. Салават пел о родных уральских просторах, о народе и его древних обычаях. В стихах поэта-воина слов о любви постепенно становилось все меньше и все сильнее звучали мотивы подвига и мужества. Стихи Салавата Юлаева в подлинниках не сохранились. После Салавата движение за свободу было остановлено, дух защитников отечества был сильно подорван. В застое оказалась и сама поэзия. На это время пришлось творчество поэта Манди Кутуш Кипчаки, писавшего сатирические стихи.
Постепенно в Башкортостане появилась письменная поэзия. В 1789 году Уфа стала официальном центром мусульман России. Следствием этого было то, что поэзия Башкортостана испытала сильное влияние ислама, в частности суфизма. В 19 веке в поэзии поэтов суфиев Т.Ялсыгула аль-Башкорди, А.Каргалы, Х.Салихова, Ш.Заки, Г.Сокроя преобладали религиозно-мистические настроения.
«Поэт ты выше гор,
Поэт ты ниже трав,
Медлителен и скор –
Во всем всегда ты прав…
Ты времени порыв,
Приторможен слегка,
Покорен и строптив,
Владыка и слуга…
…О время, я дитя
Твоё – и сирота.
Встревожен не шутя
И плачу неспроста:
Заключены во мне
Весь мир и каждый миг.
В закатной тишине
Я истину постиг».
В конце 19 века в башкирской поэзии происходят изменения. Под влиянием башкирского фольклора, русской и восточной классической поэзии развиваются идеи просветительства. В это время работают поэты М.Акмулла, М.Уметбаев. Борьба против колониального гнета царизма, мужество и патриотизм башкирского народа отразился в поэзии конца 19 — начала 20 веков.
Достоверность отображения жизни стала главным принципом башкирских поэтов начала XX века М.Гафури, Ш.Бабича, С.Якшигулова, Д.Юлтыя, Я.Юмаева, Ш.Аминева-Тамьяни, Х.Габитова и др.
В годы Октябрьской революции и гражданской войны писал стихи Бабич, первым создавший образ Башкортостана. Мажит Гафури приветствовал революцию стихотворением «Пускай развевается красное знамя!». Шайхзад Бабич написал стихотворения «Подарок свободы», «Да здравствуют рабочие!».
В 20-30-е годы в башкирской поэзии развитие таких традиционные жанры поэзии, как ода, баллада, цикл стихов, песенный жанр, жанр сонета. Эти жанры отразились в творчестве поэтов М. Гафури, Даут Юлтый, С.Кудаша, Т.Янаби, Б.Ишемгула, Г.Амантая, Г.Саляма, Р.Нигмати, Б.Бикбая, М.Хая, М.Тажи, С.Кулибая, Б.Валида, Х.Карима, К.Даяна, М.Карима.
С двадцатых годов в поэзии начинается время безбожия и атеизма. Религиозно-мифологические образы опускались до уровня карикатуры.
Уникальным явлением республики в это время стал приход в поэзию большого числа молодых поэтов: Галимов Салям, Рашит Нигмати, Баязит Бикбай, Мухамедьяров Хай, Салях Кулибай, Кадыр Даян, Ханиф Карим, Максуд Сюндюкле, Гайнан Амири, Мухутдин Тажи, Хусаин Кунакбай, Акрам Вали, Харис Малих, Мустай Карим.
В тридцатые годы в СССР изменилось отношение к башкирскому фольклору. На 1 съезде писателей СССР М.Горький заявил, что «литература начинается с устного творчества народа». Было принято историческое решение учредить в СССР и национальных республиках Союзы писателей. В то же время в поэзии тридцатых годов была сильна вера в коммунистические идеалы. Часто эта вера перерождалось в преклонение перед вождями. М. Хай в 1936 году издал целую книгу од «Песни о Сталине».
Во время войны многие башкирские поэты ушли на фронт, получили ранения. Поэты М. Хай, Харис Малих, Хусаин Кунакбай, Гали Ахмати погибли. Самыми значительными произведениями башкирской поэзии военных лет стали поэмы Рашита Нигмати «Не жалей, мой сын, фашиста!» (1942), «Письма твоей невесты» (1943), поэмы М. Карима «Декабрьская песня» и «Ульмесбай». К башкирской народному эпосу XX века относятся кубаиры «Отечественная война», «Юлай и Салават», «Карасакал» написанные М.Бурангуловым во время Великой Отечественной войны.
После войны были приняты решения Центрального Комитета ВКП (б) "О журналах «Звезда» и «Ленинград», «О репертуарах драматических театров и мерах по их улучшению», "О кинофильме «Большая жизнь». Решения принимались для того, чтобы предостеречь деятелей культуры от политических заблуждений. В Башкирии были подвергнуты критике произведения Мухаметши Бурангулова и Баязита Бикбая. Башкирский обком партии 22 октября 1946 года принял решение «О работе Союза писателей Башкирии», в котором поставил задачу коренным образом перестроить его деятельность. Это привело к тому, что основными темами в творчестве поэтов стали темы восстановления страны, о великих стройках, о важности сохранения мира, о дружбе народов.
В послевоенные годы многих башкирских литераторов и поэтов, таких, как Кадыр Даян, Рашит Нигмати, Джалиль Киекбаев за воспевание родной земли обвинили в национальной ограниченности. В это же время Мустай Карим написал цикл стихов «Европа-Азия», Рашит Нигмати написал стихотворение «Я — башкир!».
После «оттепели», начавшейся в стране после XX съезда КПСС, появился простор для творческого мышления. Молодые поэты Рами Гарипов, Рафаэль Сафин, Марат Каримов, Ангам Атнабаев, Игебаев, начавшие печататься в пятидесятых годы, стали основной опорой поэзии.
В середине шестидесятых годов в башкирскую поэзию влились Рашит Назаров, Тимер Юсупов, Хасан Назар, Ирек Киньябулатов, Сафуан Алибай, Асхаль Ахмет-Хужа, Мухамет Ильбаев, Муса Сиражи, Махмут Хибат, Рашит Шакур, Самат Габидуллин, Барый Нугуманов, Равиль Шаммас, Аниса Тагирова, Вафа Ахмадиев, Зигат Султанов, Сулпан Имангулов; в семидесятые — восьмидесятые — поэты Риф Мифтахов, Маулит Ямалетдинов, Асылгужа, Риф Туйгун, Равиль Нигматуллин, Ринат Хайри, Гульфия Юнусова, продолжал писать сатирические стихи поэт Арсланов, Тимер Гареевич.
Начавшая с стран перестройка, переход на капиталистический путь развития в 90-е годы XX века способствовали росту национального самосознания, свободомыслию, стремлению к самостоятельности Башкортостана. В это время в поэзию пришли молодые поэты Рамиль Кул-Давлет, Хисмат Юлдашев, Ахмер Утябай, Раис Туляков, Танзиля Давлетбердина, Буранбай Искужин, Искандария, Габидулла, Юмабика Ильясова, Рафига Усманова, Марат Кабиров, Инсур Ягудин, Финат Шакирьянов, Мухамет Закиров, а позже Зульфия Ханнанова, Салават Абузаров, Айсылу Гарифуллина, Гульназ Кутуева.
Значительное место в башкирской поэзии восьмидесятых-девяностых годов заняла женская поэзия. Первой башкирской писательницей, писавшей в 30-е годы была Хадия Давлетшина. Зайнаб Биишева работала в литературе в 40-90-е годы. Она внесла значительный вклад в башкирскую прозу, драматургию и поэзию. Позже в поэзию пришли Катиба Кинзябулатова, Фаузия Рахимгулова, Альфинур Вахитова, Анисы Тагировой, Зубаржат Янбердина, Гульнур Якупова, Гузель Галиева, Гульшат Ахметкужина, Гузаль Ситдыкова, Фания Чанышева, Айсылу Ягафарова, Земфира Муллагалиева, Расима Ураксина, Фаузия Юлдашбаева, Халиса Мударисова, Каусария Шафикова, Минлегуль Хисамова, Минлегуль Хисматуллина, Диля Булгакова.

## Характеристика

Памятник Акмулле Мифтахетдину в Уфе

Передающаяся испокон веков система жизненные ценностей башкирского народа, особенности восприятия мира, гармонии нашли своё отражение и в литературе. Уникальность национальной поэзии отразилась в построении стихотворного произведения, в его строфике.
Литературные взаимосвязи башкир способствовали развитию строфической системы башкирской поэзии. Строфы, основанные на народных традициях, определяют уникальность башкирской поэзии. Особенность тюркского стиха объяснятся агглютинативным строем языка, в котором главенствует корневая смыслоразличительная морфема, подчиняющая себе звуковую окраску следующих за ней аффиксов.
В современной башкирской поэзии наиболее употребляемой строфической формой является четверостишие. Встречается заимствованное с Востока беит (двустишие) («Газазил» Ш. Бабича, «Урал» Ш. Аминева-Тамъяни, «Утро свободы», «Поиск счастья» М. Гафури, «Тайна», «Улыбка» М. Карима).
Заимствованием из восточной поэтики является группа строф мусаммат, основанной на смежной системе рифмовки первой строфы, созвучной с последним стихом следующих, первую часть которых составляют срифмованные между собой стихи. В башкирской поэзии наиболее употребляемой из строф мусаммата является мурабба (четверостишие с системой рифмовки аааа ббба). Мурабба встречается в «Диване лугат-ат-турк» М.Kашгари, в трактате «Кутадгу билиг» Ю.Баласагунского, в поэме «Киссаи Юсуф» К.Гали и др.
В современной башкирской поэзии встречаются признаки западных строфических форм — четверостишие с перекрестной рифмовкой (абаб). Эта форма встречается в сонетах. В башкирской поэзии существуют 3 вида сонета (сонеты М.Хая, Я. Кулмуя, А.Тагировой): шекспировский, или английский (3 абаб + 1вв); итальянский (2 абаб или абба + вгв гвг или вгд вгд); французский (2 абба + ввг ддг или ввг дгд). Большого поэтического мастерства требует сложная поэтическая структура венка сонетов (объединение 14 сонетов логическими, образными и формальными связями и пятнадцатого сонета-магистрала). Эта форма есть в произведениях А.Тагировой «Материнская тропа», «Бытырый», «Перекаты Сиказе».
Важным строфообразующим компонентом строфы является рифма. В башкирской поэзии существует 4 типа рифм: смежная (аа)(«Тяжело подниматься на гору» Р. Назарова), межстрочная (абвб), перекрестная (абаб), охватная (абба).
Акцентный стих, как форма тонического стихосложения, основанная на примерном равенстве ударных слогов в строке при произвольном числе безударных слогов между ними, использовалась  Р. Нигмати в переводах на башкирский язык стихотворений и поэм В. В. Маяковского, поэтами Ш . Бабичем в произведении “Халҡым өсөн" (“Присяга народу"), Г. Салямом в “Йөрәк түрендә" (“В глубине сердца"),  А. Утябаем в  “Урланған Урал" (“Украденный Урал"), “Азатлыҡ" (“Свобода"), “Хәнйәр" (“Кинжал").

## Звания

Бикбаев, Равиль Тухватович

В 1939 году в Башкирской ССР было введено звание «Народный поэт Башкирской АССР», в 1996 году в РБ — звание «Народный поэт Республики Башкортостан». Почётное звание присваивается «выдающимся поэтам, имеющим особые заслуги в развитии башкирской литературы, создавшим пользующиеся большой популярностью в народе глубоко идейные и высокохудожественные произведения, ведущим активную общественно-политическую деятельность».
Звания «Народного поэта Башкирской АССР» удостоились поэты Мажит Гафури, Рашит Нигмати, Мустай Карим, Сайфи Кудаш.
Звания «Народного поэта Республики Башкортостан» удостоились Рами Гарипов, Назар Наджми, Бикбаев, Равиль Тухватович (автор Гимна Башкортостана), Атнабаев, Ангам Касимович, Каримов, Марат Набиевич, Юсупов, Тимербай Юсупович, Филиппов, Александр Павлович, Игебаев, Абдулхак Хажмухаметович, Кадим Аралбай.
В 1943 году в БАССР введено звание Народный сэсэн БАССР (Народный сэсэн Башкортостана). Звания были удостоены: М. А. Бурангулов, Ф. Д. Давлетшин, С. А. Исмагилов.

## Наука
Проблемами башкирской поэзии, её историей занимаются учёные филологических факультетов Стерлитамакской государственной педагогическойя академии имени Зайнаб Биишевой, Башкирского государственного университета (ныне Уфимский университет науки и технологий),  Башкирского государственного педагогического университета имени М. Акмуллы.
Изучаются вопросы построения стиха в башкирской поэзии, строфика, рифма в башкирской поэзии, жанровые формы, композиционные приемы стихотворения, связь поэзии с философией башкир.
Значительный вклад в теорию башкирского стихосложения внесли литературоведы Ахмедьянов, Ким Абузарович, Бикбаев, Равиль Тухватович, Кунафин Г. Ф., Хусаинов Г. Б., Стеблева И. В.
В 2019  вышла обобщающая монография о башкирском стихосложении "Башкирский стих XX века", в которой к этому материалу автор подходит, вооруженный методами современной статистики и анализа данных. Центральной формой для башкирской поэзии оказывается фольклорная песенная форма "узун-кюй" ("протяжный напев"), представляющая собой чередование 9-ти и 10-тисложных строк. Функционирование этих и других форм в монографии рассмотрено на всех уровнях, от фоники до лексики и грамматики.

## Интересные факты
Башкирские поэты печатают свои произведения в журналах РБ: «Литературный Башкортостан», «Бельские просторы», «Агидель» и др.
Башкирские поэты объединены в Союзе писателей Республики Башкортостан. Они принимают участие в Международных фестивалях «Шиир акшамлари» («Поэтические вечера») в г. Тарсус (Турция), Поэтических вечерах в Уфе, выступают в городских библиотеках, выезжают в отдалённые районы республики.